# Prosper Garnot
Prosper Garnot (Brest 14 januari 1794 - Parijs 8 oktober 1838) was een Franse marinearts en natuurvorser.

## Biografie
Prosper Garnot was de zoon van François Garnot en Jeanne Claudine Laugée. Zijn kindheid was gekenmerkt door de Tweede Coalitieoorlog tussen Frankrijk en Groot-Brittannië. In 1811 vervoegde hij zich bij de napoleontische marine met het doel om medicus te worden. Hiervoor werd hij nog in hetzelfde jaar in het ziekenhuis van Brest opgeleid. Ook toen de Franse vloot door de Britten bij Kaap Trafalgar werd geblokkeerd, ging hij aan boord van de Cannonière no 20 om daar als chirurg derde klasse tot in 1814 te werken. In 1817 werd hij een deel van de bemanning van het fregat Hermione en later van het fregat Hector, waarmee hij zeilde naar Martinique.
In januari 1819 werd hij bevorderd tot chirurg tweede klasse en keerde hij in het midden van het jaar aan boord van de Arthuse terug naar de Antillen. Hier wisselde hij naar de Africaine, waarmee hij in november 1820 naar Frankrijk terugkeerde. Er volgde een verdere dienst in het marinehospitaal in Brest, voordat hij op het fregat Amazon ontboden werd. In 1821 nam hij verdere medicijnstudies op zich, die in maart 1822 tot het proefschrift Essai sur le choléra-morbus leidden, die hij wijdde aan zijn vader en zijn tante madame Moyot.

### Duperrey-expeditie

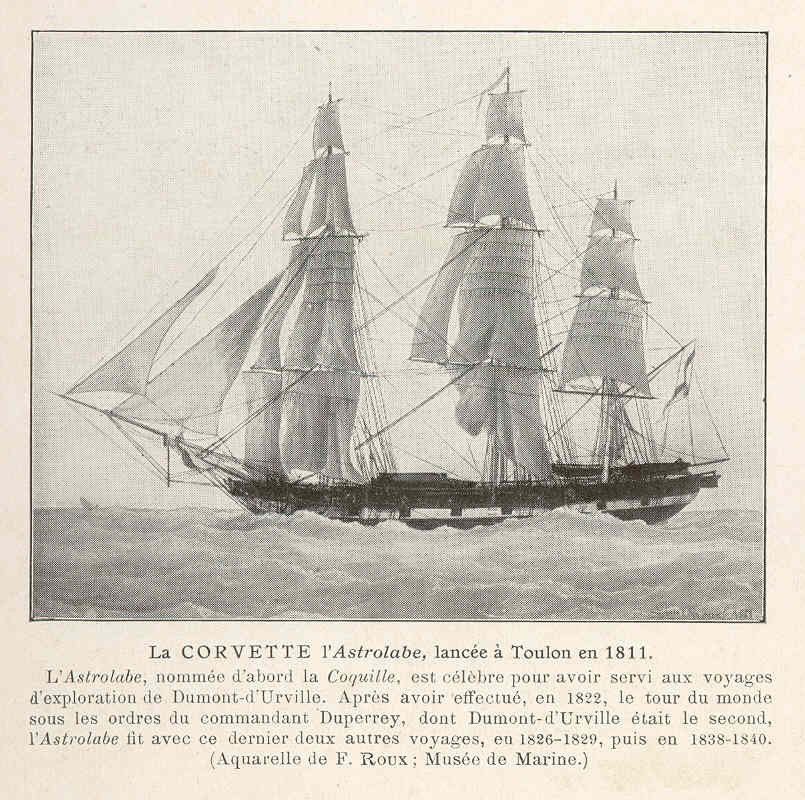
La Coquille, later herdoopt in L'Astrolabe

Aangezien de marine in Brest een natuurhistorisch en botanisch museum onderhield, kwam Garnot reeds vroeg in aanraking met zoölogische vragen. Onder bevelhebber Louis Isidore Duperrey en tweede bevelhebber Jules Dumont d'Urville ging hij als scheepschirurg aan boord van de korvet La Coquille. René Primevère Lesson ging mee als scheepsarts. Het schip vertrok in augustus 1822 uit Toulon in opdracht van koning Lodewijk XVIII en met de aanwijzingen van Aimé Marie Gaspard de Clermont-Tonnerre voor een researchreis rond de wereld. De reis ging via Tenerife, het zuiden van Brazilië, de Falklandeilanden, Chili, Peru, de Genootschapseilanden, Nieuw-Ierland, Waigeo en de Molukken naar Port Jackson, een haven die ze op 17 januari 1824 bereikten. Daar kreeg hij van Thomas Brisbane toestemming voor een rondreis naar Parramatta, Windsor, Richmond, Emu Plains, Regentville, Prospect Hill, Liverpool en terug naar Parramatta.
In Port Jackson verliet hij de expeditie van Duperrey, daar hij in Peru een chronische dysenterie had opgelopen. Op 1 maart 1824 scheepte hij in op de Castle Forbes bij kapitein John Windsor Ord. Met hem gingen veel verzamelaarsstukken van de expeditie mee aan boord. Met Ord bereikte hij Mauritius met de mededeling, dat hij moest overstappen op de King George IV onder kapitein John Prissick, die op 31 mei 1824 Mauritius verliet. Vroeg in juli probeerde de kapitein het schip door de San Sebastian Baai aan de oostkust van Kaap de Goede Hoop te loodsen, maar het weer verslechterde zienderogen en het schip kapseisde uiteindelijk op 15 juli. Garnot verloor zijn collectie en bleef vervolgens op de Kaap bij de familie Rouvière, voordat hij in maart 1825 terugkeerde naar Parijs. 

### Publicaties

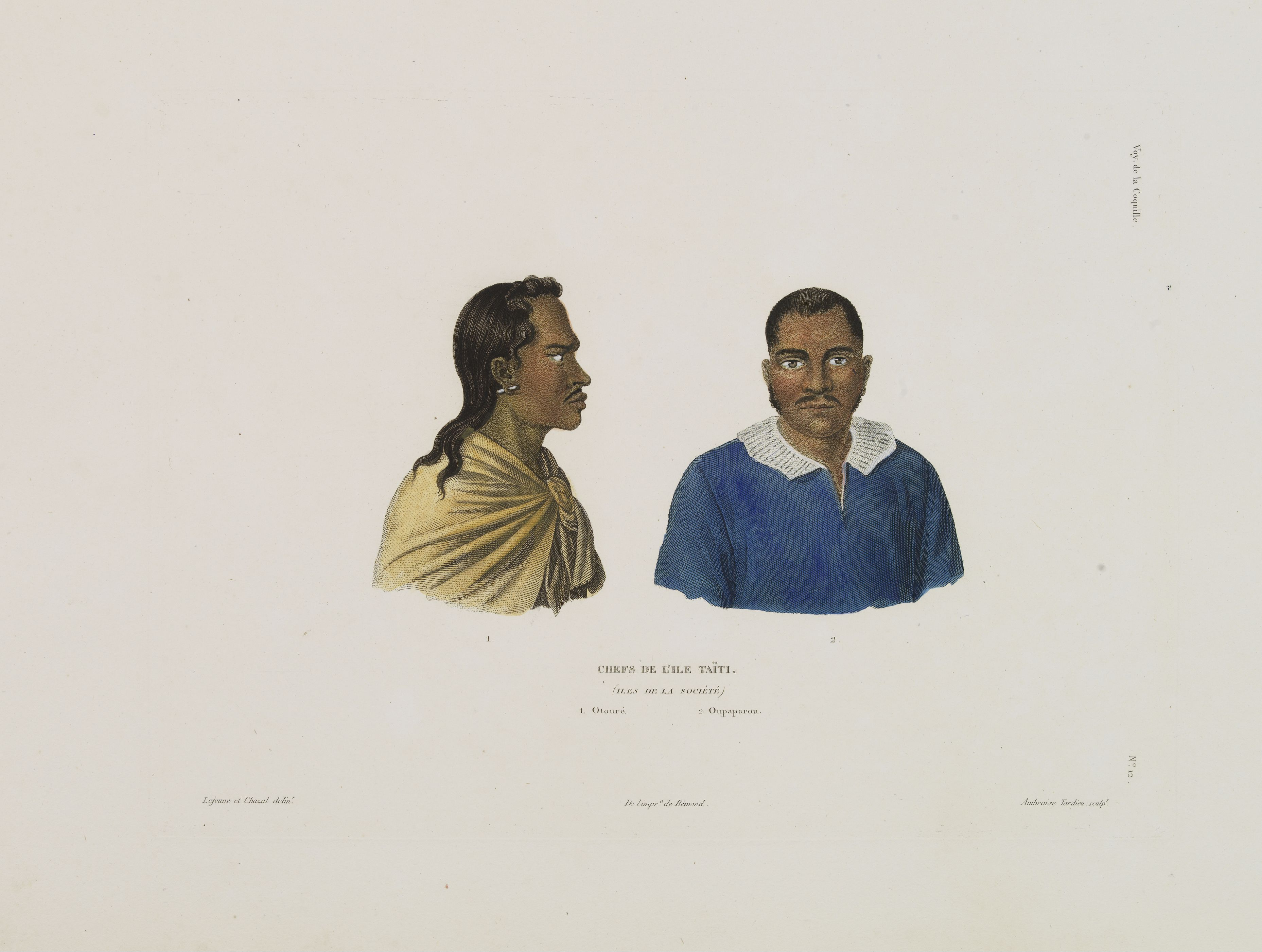
Chefs de L'Isle Taïti (chefs van het eiland Tahiti), afbeelding uit Voyage autour du monde exécuté par Ordre du Roi, sur la Corvette de Sa Majesté, La Coquille pendant les années 1822, 1823, 1824, et 1825

In april 1825 werd hij bevorderd naar chirurg eerste klasse. Hij bleef in Parijs om Lesson te helpen bij de sortering en documentatie van de zoölogische resultaten. Deze verscheen in twee banden onder de naam Voyage autour du monde exécuté par Ordre du Roi, sur la Corvette de Sa Majesté, La Coquille pendant les années 1822, 1823, 1824, et 1825, die tussen 1826 en 1831 in meerdere edities verschenen. Garnot publiceerde enkele artikels in het Journal des Voyages en werkte mee aan het Dictionnaire pittoresque d'Histoire naturelle onder leiding van Félix Édouard Guérin-Méneville. Een van zijn bijdragen werd afzonderlijk in 1837 onder de titel Quelques considérations sur les Nègres en général, du Nègre de la Nouvelle-Hollande en particulier gepubliceerd. Het artikel was extreem racistisch en hij maakte geen onderscheid tussen Aboriginals en Afrikanen.

### Later leven
In december 1827 werd hij tot hoofdchirurg tweede klasse bevorderd toen hij opnieuw in het marine-hospitaal in Brest werkte. In mei 1828 zeilde hij aan boord van de Bonne Henriette van Bordeaux naar Saint-Pierre, waar hij tot in 1932 bleef in Fort Royal op Martinique en werd hoofdchirurg van de marine. In januari 1833 werd hij opgenomen in het ziekenhuis en werd wegens ziekte vroegtijdig gepensioneerd.

## Erkenning
Lesson noemde in 1828 de stormvogelsoort Chileens alkstormvogeltje (Pelecanoides garnotii) naar hem. Jacques Bernard Hombron en Honoré Jacquinot gaven in 1844 Fulmarus glacialoides (Smith, A, 1840) de naam Priocella garnotii. André Marie Constant Duméril en Gabriel Bibron noemden in 1836 een gekkosoort Hemidactylus garnotii. Adolphe Brongniart voerde in 1829 het plantengeslacht Garnotia voor de nieuwe soort Garnotia stricta in. In 1830 noemde Lesson een manteldiersoort Salpa garnotii, die tegenwoordig onder de naam Iasis cylindrica (Georges Cuvier, 1804) door het leven gaat.

## Lidmaatschappen
Op 30 augustus 1829 werd hij als ridder in het Légion d’honneur onderscheiden. Sinds 1834 was hij corresponderend lid van de Académie nationale de médecine. Toen in 1838 de Société Cuvierienne werd gesticht, was hij een van de 140 oprichtingsleden van het genootschap.

## Eerste beschrijvingen door Prosper Garnot
Garnot had enkele soorten en ondersoorten beschreven, die nieuw waren voor de wetenschap. Vaak werkte hij daarbij met Lesson samen.

### Soorten
- Podiceps occipitalis (Zilverfuut) Garnot,1826
- Haematopus leucopodus (Magelhaenscholekster) Garnot, 1826
- Pterodroma lessonii (Witkopstormvogel) Garnot, 1826
- Cinclodes antarcticus (Zwarte wipstaart) Garnot, 1826
- Phonygammus keraudrenii (Trompetparadijskraai) Lesson & Garnot, 1826
- Patagioenas araucana (Chileense duif) Lesson & Garnot, 1827
- Hemiprocne mystacea (Witsnorboomgierzwaluw) Lesson & Garnot, 1827
- Sephanoides sephaniodes (Vuurkroonkolibrie) Lesson & Garnot, 1827
- Thaumastura cora (Peruaanse schaarstaartkolibrie) Lesson & Garnot, 1827
- Myzomela eques (Roodkindwerghoningeter) Lesson & Garnot, 1827
- Corvus tristis (Maskerkraai) Lesson & Garnot, 1827
- Carterornis chrysomela (Goudmonarch) Lesson & Garnot, 1827
- Larosterna inca (Incastern) Lesson & Garnot, 1827
- Arses telescopthalmus (Witbuikfranjemonarch) Lesson & Garnot, 1827
- Melloria quoyi (Zwarte orgelvogel) Lesson & Garnot, 1827
- Amazilia amazilia (Lessons amazilia) Lesson & Garnot, 1827
- Petroica longipes (Noordereilandvliegenvanger) Lesson & Garnot, 1827
- Peltops blainvillii (Bospeltops) Lesson & Garnot, 1827
- Zonerodius heliosylus (Nieuw-Guinese tijgerroerdomp) Lesson & Garnot, 1828
- Phalacrocorax gaimardi (Roodpootaalscholver) Lesson & Garnot, 1828
- Dicaeum erythrothorax (Buruhoningvogel) Lesson & Garnot, 1828
- Henicopernis longicauda (Nieuw-Guinese wespendief) Lesson & Garnot, 1828
- Pomarea pomarea (Maupitimonarch) Lesson & Garnot, 1828
- Centropus menbeki (Groene spoorkoekoek) Lesson & Garnot, 1828
- Leptocoma aspasia (Fluweelhoningzuiger) Lesson & Garnot, 1828

### Ondersoorten
- Ptilinopus magnificus puella Lesson & Garnot, 1827
- Lalage leucomela karu Lesson & Garnot, 1827